# Lucia Esposito
Lucia Esposito (Caserta, 3 novembre 1970) è una politica italiana.

## Biografia
Nata a Caserta, vive a San Nicola la Strada. Nel 1993 si laurea con 110 e lode in Giurisprudenza presso l'Università Federico II di Napoli.
Comincia la sua attività politica nella Democrazia Cristiana, con cui nel 1993 viene eletta consigliere comunale a San Nicola la Strada; rieletta con il Partito Popolare Italiano, dal 1997 al 2001 è presidente del Consiglio comunale.
Confluisce poi nella Margherita, con cui è assessora della provincia di Caserta all'Università e alla Ricerca scientifica (dal 2005 al 2007) e all'Ambiente e alle Pari opportunità (dal 2008 al 2009).
Alle elezioni regionali in Campania del 2010 è candidata al Consiglio regionale, in provincia di Caserta, nelle liste del Partito Democratico, risultando tuttavia la prima dei non eletti. Diviene consigliere regionale dal 2011 al 2012 (subentrando a un collega coinvolto in vicende giudiziarie) e dal 2014 al 2015. Ricandidata con il PD anche alle regionali del 2015, risulta nuovamente la prima dei non eletti.
Nel dicembre 2012 ha preso parte alle primarie del PD per la scelta dei parlamentari risultando, con 5.582 preferenze, la più votata in assoluto in provincia di Caserta. Alle elezioni politiche del 2013 è quindi candidata al Senato della Repubblica, in regione Campania, nelle liste del Partito Democratico (in sesta posizione), risultando la prima dei non eletti. Diviene poi senatrice il 19 settembre 2017, subentrando a Vincenzo Cuomo, eletto Sindaco di Portici. Rimane in carica fino al termine della legislatura, nel marzo 2018.